# 靛坪大曲
靛坪大曲是甘肅省定西市隴西縣巩昌镇出产的一种白酒，迄今已有逾百年历史，基于清末由凤翔传人当地的酿酒术。今日靛坪大曲源于当地程氏家族于清末民初时开设的“合裕永”，当地人称其白酒为“程氏烧酒“；后因故关闭。改革开放后程氏后人重开私人酒坊，以祖传绝技酿酒市售。靛坪大曲乃以高粱、大米、糯米、小麦、大麦、小米为原料，用小麦、小豌豆、大麦制曲，发酵四十余日后再存贮三至六个月，才可用来混合原料开酿，再经入选省级非物质文化遗产的传统酿造工艺酿出的清酱兼香型白酒。